# Conto economico consolidato delle amministrazioni pubbliche
L'ISTAT, quale ente pubblico elabora i dati riferiti al conto economico consolidato delle amministrazioni pubbliche in Italia e i relativi aggregati sono elaborati in conformità alle regole fissate dal regolamento Ce n. 2223/96 (Sec95), dal Manuale sul disavanzo e sul debito pubblico, dal regolamento Ce n. 3605/93 (così come emendato dal regolamento Ce n. 475/2000), dal regolamento Ce n. 351/2002 sugli obblighi di notifica nell'ambito della procedura sui deficit eccessivi di cui al protocollo annesso al Trattato di Maastricht e dai regolamenti Ce n. 2103/2005 e n. 479/2009.
I dati relativi a tali elaborazioni sono trasmessi alla Commissione UE per monitorare gli andamenti di finanza pubblica e verificare la loro congruenza rispetto agli obiettivi definiti da ciascun paese con il proprio patto di stabilità e crescita.